# 长管杜鹃
长管杜鹃（学名：Rhododendron tubulosum）为杜鹃花科杜鹃花属下的一个种。

## 扩展阅读
維基物種上的相關：长管杜鹃